# Улькюсал, Мюстеджиб
Мюстеджиб Улькюсал (крымскотат. Müstecib Ülküsal, тур. Müstecip Ülküsal; 1899, Азаплар, Добруджа, Королевство Румыния — 1996, Стамбул) — крымскотатарский общественный деятель, журналист, историк и редактор, основатель и издатель журнала «Эмель».

## Биография
Родился в румынской провинции Добруджа, куда его предки в середине XIX века переселились из Крыма.
В 1917 году, узнав о формировании в Крыму крымскотатарского правительства, вместе с друзьями приехал в Крым, работал учителем в деревне Фоти-сала (ныне Голубинка). После падения Крымской народной республики, возвращается в Европу, живёт в Румынии и Болгарии. Окончил юридический факультет Бухарестского университета, работал адвокатом.
Создаёт культурный центр «Тонгуч» («Первенец»), с 1930 года он и его друзья начинают издавать журнал «Эмель» («Порыв»).
В 1941 году вместе с семьей переезжает в Турцию. В апреле 1941 года он получает турецкое подданство и остается в Турции до конца своей жизни.
В 1942 году он и Джафер Сейдамет побывали в Берлине, где настаивал на создании национального крымскотатарского правительства в Крыму, однако не нашёл понимания у руководства Третьего Рейха и вернулся в Турцию. В дальнейшем публикует в турецкой печати статьи о депортации крымских татар, о репрессиях против них в странах с коммунистическими режимами (Румыния, Болгария).
В ноябре 1960 года по инициативе группы крымских татар в Анкаре начинает издаваться журнал «Эмель» как продолжение довоенного издания. Мюстеджиб Улькюсал публикуется в этом журнале. В 1976 году выходит на пенсию.
10 января 1996 года он умер в Стамбуле.